# Rhynchospora duidae
Rhynchospora duidae är en halvgräsart som beskrevs av Julian Alfred Steyermark. Rhynchospora duidae ingår i släktet småag, och familjen halvgräs. Inga underarter finns listade i Catalogue of Life.